# 余本實
余本實（1450年—1509年），字誠之，四川潼川州遂寧縣人，明朝政治人物。

## 生平
四川鄉試第二十八名舉人。成化二十三年（1487年）中式丁未科會試第一百六十名，三甲第三十二名進士。授鄱陽縣知縣，七年十二月擢山西道御史，巡按雲南，丁憂服闋，十四年闰七月復除江西道，十七年四月陞福建按察司副使，卒於官。

## 家族
曾祖余友富；祖父余勝英；父余輔，母冉氏。